# Aleksandr Guśkow
Aleksandr Aleksandrowicz Guśkow (ros. Александр Александрович Гуськов; ur. 26 listopada 1976 w Niżnym Nowogrodzie) – rosyjski hokeista, reprezentant Rosji.

## Kariera klubowa
- Motor Zawołże (1995–1998)
- Łada Togliatti (1998)
- Traktor Czelabińsk (1998)
- Łada Togliatti (1998–1999)
- Nieftiechimik Niżniekamsk (2000–2001)
- Łokomotiw Jarosław (2001–2004)
- Ak Bars Kazań (2004)
- Awangard Omsk (2004–2006)
- Łada Togliatti (2006–2007)
- Łokomotiw Jarosław (2007–2011)
- CSKA Moskwa (2011–2012)
- Łokomotiw Jarosław (2012–2013)
- Traktor Czelabińsk (2013)
- Czełmiet Czelabińsk (2013)
- Siewierstal Czerepowiec (2013)
- Nieftiechimik Niżniekamsk (2014)

Wychowanek Torpedo Niżny Nowogród. W maju 2011 zaangażowany w CSKA Moskwa. W październiku 2012 został przekazany do Łokomotiwu Jarosław w ramach wymiany za Maksima Kondratjewa. Tym samym po raz trzeci w karierze został zawodnikiem tego klubu. Od maja 2013 zawodnik Traktora Czelabińsk, związany rocznym kontraktem (jednocześnie graczem Traktora został Kondratjew). 31 października 2013 przekazany do zespołu farmerskiego Czełmiet w Czelabińsku, a w listopadzie zwolniony z Traktora. Od 20 listopada zawodnik Siewierstali Czerepowiec. Był zawodnikiem klubu do końca 2013. W październiku 2014 został ponownie zawodnikiem Nieftiechimika, po rozegraniu trzech meczów został zwolniony. Latem 2015 ogłosił zakończenie kariery zawodniczej.

## Sukcesy
Reprezentacyjne
- Srebrny medal mistrzostw świata: 2002

Klubowe
- Złoty medal mistrzostw Rosji: 2002, 2003 z Łokomotiwem
- Srebrny medal mistrzostw Rosji: 2006 z Awangardem, 2008, 2009 z Łokomotiwem
- Brązowy medal mistrzostw Rosji: 1998, 1999, 2005, 2011 z Łokomotiwem
- Drugie miejsce w Pucharze Kontynentalnym: 2003 z Łokomotiwem
- Puchar Mistrzów: 2005 z Awangardem

Indywidualne
- KHL (2008/2009):
  - Trzecie miejsce w klasyfikacji strzelców wśród obrońców w sezonie zasadniczym: 15 goli
- KHL (2009/2010):
  - Najlepszy obrońca miesiąca – marzec 2010
  - Trzecie miejsce w klasyfikacji +/- w fazie play-off: +11
  - Pierwsze miejsce w klasyfikacji strzelców wśród obrońców w fazie play-off: 6 goli
  - Piąte miejsce w klasyfikacji kanadyjskiej wśród obrońców w fazie play-off: 9 punktów
- KHL (2010/2011):
  - Najlepszy obrońca miesiąca - grudzień 2010
  - Mecz Gwiazd KHL
  - Drugie miejsce w klasyfikacji strzelców wśród obrońców w sezonie zasadniczym: 19 goli
  - Czwarte miejsce w klasyfikacji kanadyjskiej wśród obrońców w sezonie zasadniczym: 38 punktów
  - Piąte miejsce w klasyfikacji strzelców zwycięskich goli w sezonie zasadniczym: 6 goli

Wyróżnienia
- Zasłużony Mistrz Sportu Rosji w hokeju na lodzie: 2002